# Mónica Silvana González
Mónica Silvana González González (ur. 12 lutego 1976 w Buenos Aires) – hiszpańska polityk i samorządowiec argentyńskiego pochodzenia, działaczka Hiszpańskiej Socjalistycznej Partii Robotniczej (PSOE), posłanka do Zgromadzenia Madryckiego, deputowana do Parlamentu Europejskiego IX kadencji.

## Życiorys
Ukończył studia z zakresu turystyki na Universidad Nacional del Nordeste w Corrientes. W 1998 wyjechała do Hiszpanii, gdzie kształciła się na Universidad Alcalá de Henares.
Dołączyła do Hiszpańskiej Socjalistycznej Partii Robotniczej, została koordynatorką grupy PSOE Latinos Socialistas. W latach 2007–2015 zasiadała w zgromadzeniu miejskim Alcalá de Henares. We władzach tej miejscowości odpowiadała za współpracę międzynarodową, służbę zdrowia i opiekę społeczną. W wyborach w 2015 uzyskała mandat deputowanej do Zgromadzenia Madryckiego. W 2017 weszła w skład ścisłego kierownictwa federalnego PSOE jako sekretarz do spraw różnorodności i ruchów społecznych.
W wyborach w 2019 uzyskała mandat eurodeputowanej IX kadencji.